# Междуречье (Омская область)
Междуре́чье (сибирскотат. 
Шәехләр, Шыҡлар) — посёлок в Тарском районе Омской области. Административный центр Междуреченского сельского поселения.

## География
Село располагается на правом берегу Иртыша, на высоком яру, окруженное тайгой-урманом.

## История
В 1982 году Указом Президиума Верховного Совета РСФСР фактически слившиеся поселки Атак-Док, Атак-пристань и деревня Речапово объединены в посёлок Междуречье.
Село Междуречье носит своё название сравнительно недавно. Инициатор введения нового названия — учитель истории Васих Каримов.
Прошлое и настоящее
Сейчас село Междуречье — это официальное название нескольких деревень: Атак, Атачка, Док, Речапово, расположенных на территории Междуреченского сельского поселения. Когда-то эти деревни были самостоятельными, независимыми друг от друга сельскими образованиями, и каждая из них имела свою самобытную историю и свой особый путь развития. На сегодняшний день здесь проживают 1890 человек.
Одна из старейших татарских деревень Тарского района и Междуреченского поселения, Речапово, была образована в 1760 году. Она расположена на берегу Иртыша. С другой стороны совсем близко к домам подступает урман. Внизу голубеет Ананьево озеро, а рядом с ним болото, богатое крупной сладкой клюквой. Прямо из леса вытекает Пятая речка, по пути пересекая так называемое Глухое озеро. И если подняться вверх по течению речки, то можно напиться настоящей родниковой воды. В старину жители деревни считали её святой и использовали только для питья. Пить воду там, где купаются, считалось у мусульман большим грехом.
В Речапове в основном живут татары. Они до сих пор почитают красивые религиозные праздники, такие как курбан-байрам, когда в дни жертвоприношения раздают мясо жертвенного животного нуждающимся и угощают родных и соседей.
Среди местного населения бытует предание, что начало этому поселению положили потомки шейхов, среднеазиатских проповедников ислама в Сибири, отсюда пошло название деревни на татарском языке «Шейхлар», потом название упростили и стали называть «Шыклар».
С двух сторон деревня окружена лесом, с одной стороны болотистая низина, с четвёртой — Иртыш, по-татарски эта деревня называется Ышыклар. Это интересное название. Есть татарское слово ышык, означающее тихое, защищённое место. Например, «ышык урын» — место, защищённое от ветра.
Маловероятно, что название деревни связано со словом «ышык», означающее тихое, защищённое место. Множественное число от него «ышыклар» в татарском языке не образуется. А вот от другого
слова, люди ышыки множественное число образуется самым естественным образом, на татарском ышыклар имеет значение «группа людей ышыков». Окончание — лар означает множественное число, например татарлар (татары по-русски), бала — ребёнок, балалар — дети.
На турецком языке «ышык» это свет (isik). В Турции есть военное училище, носит название «Ышыклар». В Стамбуле имеется улица «Ышыклар».
Русское название деревни Речапово (Речапов очень распространённая фамилия на севере Омской области).
Татары Среднего Иртыша — это не монолитное этническое образование. На данной территории, помимо аборигенного населения (сибирские татары), проживает значительное количество поволжско-приуральских татар. Несмотря на то, что довольно распространёнными являются брачные связи местных и пришлых татар, при этом отмечен переход части потомков поволжско—приуральских татар на этническое самосознание сибирских татар, этногенетическое сознание, то есть память о своих предках и их неместном происхождении, сохраняется.
Название Речапово (другое название Ышыклар) проясняется и по данным Тарской дозорной книги 1701 г. «Поселения бухарцев и татар Тарского прииртышья в
начале XVIII в». Речапово основано в 1760 году бухарцами. В 1926 в деревне
проживало 316 человек в 71 доме.
В Атацких юртах переписано 14 дворов бухарцев, из которых главы семи дворов имели земельные наделы, расположенные, судя по описанию, в основном на левобережье — по р. Нюхаловке, на оз. Казатово, на оз. Кошкуль. В то же время сам населённый пункт располагался на правом берегу. В книге описывается ещё один населённый пункт с похожим названием — «деревня Иткучукова Атацкая и
Усеинова та ж над рекою Иртышом», к которой приписаны также 14 дворов бухарцев. Название «Иткучукова» связано с основным владельцем земель — служилым татарином Иткучуком, Чалбаровым сыном. У глав восьми семей имелись земельные наделы, расположенные «против деревни за рекой», «на городовой стороне», то есть опять на левобережье Иртыша.
Из всех переписанных деревень количеством бухарских дворов отличается «деревня Шиховых юрт» — 23 двора, главы 17 из которых имели земельные наделы. Сейчас это д. Речапово, являющаяся составной частью посёлка Междуречье. Из материалов Тарской книги становится понятным и современное название деревни, закрепившееся в официальной документации с XVIII в. Основные земельные владения были закреплены за Бахмуратом Речаповым, у которого было 144 десятины
с четвертью земли и сенных покосов на 1700 копен. Даже употребив название «Шиховых юрт», переписчик в конце описания деревни написал: «Поскотина деревни Речаповы ниже их деревни…» В отличие от описаний земель бухарцев предыдущих населённых пунктов, за бухарцами Шиховых юрт закреплены земли на правом берегу, за исключением некоторых наделов сенных покосов, расположенных на другом берегу Иртыша напротив деревни. Основные земельные наделы были расположены вдоль рек Уразай и Абросимовка. Часть сенных покосов вверх пор. Ибейка (левобережье
Иртыша). В целом необходимо отметить, что бухарцы данной деревни отличаются значительными земельными наделами.
Описанные деревни расположены вверх по Иртышу от города Тары. Две деревни, которые существуют и в настоящее время, расположены от Тары ниже по течению Иртыша — это Сеитово и Себеляково. В деревне «Сеитова (Апталова)» в 1701 г. было переписано 13 дворов бухарцев, главы семи из них владели землей. За исключением одной семьи — Маменяка Кучукова, у которого земельные владения
располагались на Оше (левобережье Иртыша), все остальные земельные владения — на правом берегу возле рек Угата, Уй. Выделяются земельные наделы Атыходжи (Ата-ходжа) Аксеитова, закреплённые в дальнейшем, уже в XIX в., за его потомками по фамилии Имьяминовы. И в последней деревне «Байтугановых юрт» (она же Себеляково) переписана всего одна семья. Количество бухарцев в Себеляково увеличивалось уже на протяжении XVIII—XIX вв.
Во всех этих поселениях совместно жили ясачные, служилые, захребетные татары и бухарцы. Большая часть поселений была основана местными татарами.
Вот как описывает возникновение деревни Речапово А. И. Юрьев в
своём очерке «Град Тарский»:
«В период правления Кучума широким потоком по
великому Иртышу двинулись караваны дощаников с продовольствием, оружием,
сырьём, кожей из Бухары, людьми, которые могли пополнить войска и отряды
воинствующего хана, образовать поселения вдоль этой водной магистрали, его
владений, которые смогли бы давать ханскому двору продовольствие, лошадей,
оружие, девушек — красавиц для хана. Бухарцы образовали новые поселения по
Иртышу: Айткулово — в 1750 году, Речапово — в 1760 году, Киргап — в 1776 году,
Темшиняково — в 1854 году»
.
Статистическим подтверждением присутствия среди первых поселенцев бухарцев из дореволюционных работ является труд языковеда В. В. Радлова «Из Сибири: страницы дневника»:
«Бухарская волость, в состав которой входят Туралы и переселившиеся в Россию сарты (волостей Янгыаул и Шейхлараул). В 1782 году по данным четвёртой ревизии в Речапово проживало: сибирских татар 20 мужчин и 15 женщин, из бухарцев 149 мужчин и 127 женщин; в 1795 году по данным пятой ревизии: тарских татар 12 мужчин и 23 женщины, бухарцев — 132 мужчины и 106 женщин».
Вдоль Пятой речки было очень много глины, поэтому в деревне действовал при артели кирпичный завод, причём кирпич был очень хорошего качества. Секрет изготовления кирпича знали немногие. Может поэтому, строительство нового кирпичного завода в восьмидесятые годы прошлого века потерпело неудачу и, просуществовав всего 1-2 года, завод закрыли. Сейчас осталось лишь название того места «Кирпичный завод», где жители посёлка до сих пор берут глину для выкладывания печей и других хозяйственных нужд.
В царские времена деревня Речапово входила в Бухарскую волость Тарского уезда Тобольской губернии После 1919 года, по окончании гражданской войны и установлению Советов деревня Речапово стала относиться к Бухарскому волисполкому Тарского уезда Омской губернии. В 1924 году Бухарская волость была упразднена и наша деревня вошла в состав Екатерининского райволисполкома.
Самыми трудными в те времена были 1921—1933 годы, когда по всей стране выдался неурожай. Тогда Речапово стали использовать в качестве пристани для пункта приёма дров. М. К. Юрасовой в книге «Города Омской области» было дано описание нашей деревни:
«Километрах в двадцати от Тары, на правом берегу Иртыша, стоит деревня Рычапово. Она издавна славилась своими умельцами-судостроителями. Тут мастерили рыбачьи лодки, паузки, баржи. Работали целыми семьями; всю зиму от зари до зари гнули спины рычаповцы, а по весне наезжали в деревню скупщики и за гроши забирали продукцию судостроителей. Иной раз и расплатиться с долгами не хватало. В поисках лучшей доли уходили рычаповские умельцы на заработки в Тюмень, Омск, Ново-Николаевск, но и там её не находили. Убого, глухо жила затерянная в тарском урмане татарская деревенька».
В 1931 году на территории поселения была образована промартель «Чулпан», которому была вручена почётная грамота, вручённая в честь 20-летнего юбилея артели от 30 апреля 1951 года.
Артельщики строили паромы, изготавливали паузки, лодки, сеяли пшеницу и овес, занимались заготовкой леса, шишек, а также сена для артельного скота. Были у артели свои бочарный, кузнечный, лесопильный цеха, кирпичный и смолоскипидарный заводы. Смолу использовали для осмолки лодок, паромов и паузков. В 1956 году промартель «Чулпан» реарганизовали в Речаповский ДОК Управления Омского облместпрома.

## Транспорт
Автобус, микроавтобус с омского автовокзала до г. Тара (298 км), из г. Тара регулярное рейсовое сообщение до пос. Междуречье

## Экономика
Градообразующее предприятие «АВА Компани», омский филиал (бывший Атакский леспромхоз).

## Известные уроженцы и жители
- Айтмухаметов, Нариман Зайнуллович (род. 1951) — советский легкоатлет.